# لو دوك آنه
لو دوك آنه (بالفيتنامية: Lê Đức Anh)‏ (و. 1920 – م) هو سياسي، وعسكري محترف من فيتنام ولد في هوي.

## روابط خارجية
- لو دوك آنه على موقع مونزينجر (الألمانية)